# Губчатое тело мочеиспускательного канала

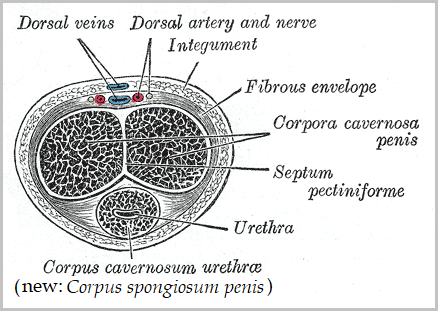
Мужской половой член в поперечном разрезе. Две верхних овальных структуры — пещеристые тела, а нижняя — губчатое тело, в котором проходит уретра.

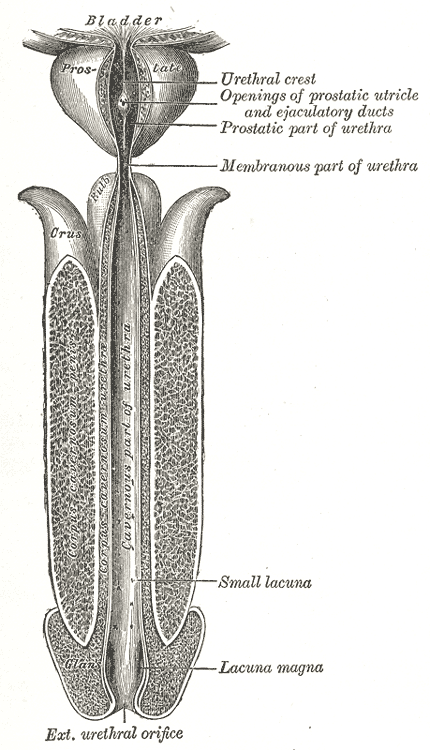
Мочеполовая система мужчины в продольном горизонтальном разрезе с трассой мочеиспускательного канала посередине. Сверху мочевой пузырь (англ. bladder) с внутренним отверстием мочеиспускательного канала, ниже — простата (предстательная железа, prostate), затем (бо́льшая часть рисунка по вертикали) половой член с наибольшей частью мочеиспускательного канала посередине, окруженного способными к кровенаполнению при эрекции губчатыми телами, и внизу проходящим через головку члена, достигая наружного отверстия уретры (ext(ernal) urethral orifice)

Губчатое тело (лат. corpus spongiosum) — анатомическая структура, в которой проходит мочеиспускательный канал.

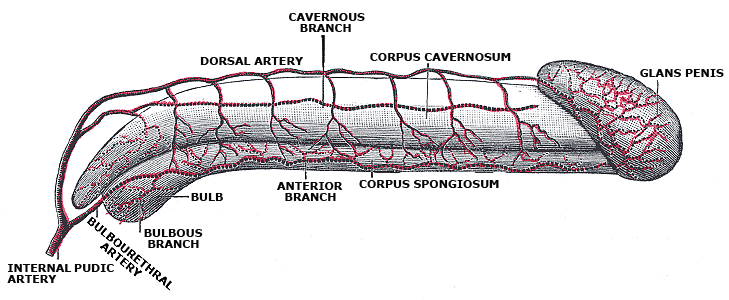
Схема внутреннего строения и кровоснабжения пениса (вид сбоку, кожный покров снят): Glans penis — головка полового члена, corpus cavernosum — (правое) пещеристое тело, corpus spongiosum — губчатое тело, bulb — луковица мочеиспускательного канала, dorsal artery — дорсальная артерия, bulbourethral artery — бульбоуретральная артерия

У мужчин губчатое тело вместе с двумя эректильными пещеристыми телами образует структуру мужского полового члена, а у женщин расположено в полости малого таза, также окружая женский мочеиспускательный канал, тогда как пещеристые тела у женщин образуют эректильный орган полового чувства клитор.
В мужском половом члене его губчатое тело переходит в образованную той же тканью головку полового члена.